# 베엘제부포
베엘제부포 암핀가(Beelzebufo ampinga)는 중생대 백악기에 아프리카 대륙 남부 마다가스카르에 살던 고대 양서류였다. 약 1억 1천만년 전에 남아메리카 대륙의 뿔개구리와 공통 조상에서 갈라져나갔다. 학명은 마왕 베엘제붑("파리 대왕")에서 따온 것으로, "두꺼비 대왕"이라는 뜻이다. 종명 "암핀가"는 말라가시어로 "방패"라는 뜻이다.
베엘제부포는 신장 40 센티미터 이상에 체중은 4 킬로그램 이상으로, 지금까지 지구상에 살았던 어떠한 개구리보다도 크다. 현생 개구리 중 가장 큰 골리앗개구리도 신장 37 센티미터로 베엘제부포에게는 못 미친다. 머리통은 컸고, 머리뼈가 주름지게 돌출되어 골질 비늘인 인갑이 있었을 것으로 추측된다.